# Масимено
Масимѐно (на италиански: Massimeno; на ломбардски: Masimen, Масимен) е село и община в Северна Италия, автономна провинция Тренто, автономен регион Трентино-Южен Тирол. Разположено е на 861 m надморска височина. Населението на общината е 145 души (към 2018 г.).